# روبرتو دوتا
روبرتو دوتا (انگلیسی: Roberto Dovetta؛ زادهٔ ۲۴ آوریل ۱۹۸۸) بازیکن فوتبال اهل آرژانتین است.
از باشگاه‌هایی که در آن بازی کرده‌است می‌توان به باشگاه فوتبال لانوس و باشگاه فوتبال لگانس اشاره کرد.